# IC 5122
IC 5122 ist eine linsenförmige Galaxie vom Hubble-Typ S0 im Sternbild Steinbock am Südsternhimmel. Sie ist schätzungsweise 465 Millionen Lichtjahre von der Milchstraße entfernt.
Das Objekt wurde am 30. September 1897 von Herbert Howe entdeckt.